# Slang
Il termine slang indica un insieme di parole ed espressioni che non appartengono al lessico standard di un dialetto o di una lingua parlata, distinto dal linguaggio tecnico di una particolare professione o da un pidgin e che risponde ad almeno due delle seguenti caratteristiche:
- abbassare, anche temporaneamente, il tono di un registro linguistico formale;
- essere familiare, come significato, ai parlanti e comune a un determinato gruppo sociale;
- sostituire un sinonimo noto e convenzionalmente accettato, ma il cui utilizzo è ritenuto, per la sua convenzionalità, fastidioso.

Nella lingua inglese il termine «slang» presenta delle forti analogie di significato con le parole «argot» (in francese) e «gergo» (in italiano), ma non è del tutto equivalente. La parola «slang» è inoltre utilizzata comunemente per indicare – anche all'esterno del contesto culturale inglese – un qualsiasi tipo di parlata adottata da una specifica subcultura.
Un determinato slang può cadere in disuso col tempo o perdere il proprio status di espressione gergale ed entrare nel lessico comune della lingua di appartenenza (ad esempio l'inglese «mob», che significa «folla disordinata, marmaglia» e che è nato nel XVII secolo come abbreviazione dell'espressione latina «mobile vulgus»). Inoltre uno slang non comprende necessariamente dei neologismi: molti slang inglesi, anche di largo utilizzo come «cool», sono vocaboli comuni della lingua inglese che hanno assunto, come slang, un significato diverso o opposto all'originale (ad esempio il significato usuale dell'aggettivo «cool» è «bello, carino, figo», mentre in slang è invece «eccellente, notevole, soddisfacente»).
Nel 1999 è nato Urban Dictionary, un dizionario online, ma edito anche in forma cartacea, che registra i neologismi e gli slang della lingua inglese.
Dal 2020 è disponibile Slengo, il "dizionario di strada": si tratta di un dizionario online dedicato allo slang in lingua italiana. Si tratta di un dizionario partecipativo, in cui anche gli stessi utenti possono proporre le proprie definizioni e frasi di esempio, nonché termini correlati e indicazioni sull'eventuale regionalità del termine.

## Etimologia della parolaslang
Nel suo primo utilizzo attestato (1756), il termine slang si riferiva al vocabolario di persone "di basso livello" o "disdicevoli". All'inizio del XIX secolo, non era più associato esclusivamente a persone disdicevoli, ma continuava a essere applicato a usi al di sotto del livello del linguaggio colto standard. Nel dialetto scozzese significava "chiacchierata, chiacchiericcio, pettegolezzo", come usato dal poeta di Aberdeen William Bell Scott nel 1832: "The slang gaed on aboot their war'ly care". Nel dialetto inglese settentrionale significava "impertinenza, linguaggio offensivo".
L'origine della parola "slang" non è chiara. Fu usata per la prima volta in forma scritta intorno al 1800 per riferirsi al linguaggio delle classi malfamate e criminali di Londra, sebbene il suo utilizzo risalga probabilmente a prima di quel periodo. È stata proposta un'origine scandinava (ad esempio infatti, la parola norvegese slengenavn significa "soprannome"), ma l'Oxford English Dictionary la esclude basandosi su "data e associazioni iniziali". Jonathon Green (un lessicografo di slang inglese), tuttavia, concorda con la possibilità di un'origine scandinava, suggerendo la stessa radice di sling, che significa "lanciare", e osservando che lo slang è un "linguaggio lanciato", ovvero un modo rapido e onesto per esprimere il proprio punto di vista.

## Definizione di slang
I linguisti non hanno una definizione semplice e chiara di slang, ma concordano sul fatto che si tratti di un fenomeno linguistico in continua evoluzione presente in ogni subcultura del mondo. Alcuni sostengono che lo slang esista perché si devono trovare modi per definire nuove esperienze emerse con il tempo e la modernità. Nel tentativo di porre rimedio alla mancanza di una definizione chiara, tuttavia, Bethany K. Dumas e Jonathan Lighter sostengono che un'espressione dovrebbe essere considerata "vero slang" se soddisfa almeno due dei seguenti criteri:
- Abbassa, anche se temporaneamente, "la dignità di un discorso o di uno scritto formale o serio"; in altre parole, è probabile che in tali contesti venga considerato un "palese abuso di registro".
- Il suo utilizzo presuppone che l'utente abbia familiarità con l'oggetto a cui si fa riferimento, oppure con un gruppo di persone che hanno familiarità con tale termine e lo utilizzano.
- "È un termine tabù nel linguaggio comune, usato tra persone di status sociale più elevato o con maggiori responsabilità."
- Sostituisce "un sinonimo convenzionale ben noto". Questo viene fatto principalmente per evitare il disagio causato dal sinonimo convenzionale o il disagio o il fastidio causati dal dover elaborare ulteriormente il concetto.

Michael Adams osserva che "[Lo slang] è un linguaggio liminale... è spesso impossibile dire, anche nel contesto, quali interessi e motivazioni serve... lo slang è al limite." I dizionari di slang, che raccolgono migliaia di voci, offrono un'ampia visione sulle forze motivanti dietro lo slang. 
Sebbene molte forme di lessico possano essere considerate di basso registro o "al di sotto degli standard", lo slang rimane distinto dai termini colloquiali e gergali a causa dei suoi specifici contesti sociali. Pur essendo considerati inappropriati nell'uso formale, i termini colloquiali sono generalmente considerati accettabili nel parlato in un'ampia gamma di contesti, mentre lo slang tende a essere percepito come inappropriato in molte situazioni di comunicazione comuni. Sebbene sia il gergo che lo slang possano essere utilizzati per escludere dalla conversazione persone esterne al gruppo, lo slang tende a enfatizzare la comprensione sociale e contestuale, mentre lo scopo principale del gergo è ottimizzare la comunicazione utilizzando termini che implicano una comprensione tecnica.
Sebbene colloquialismi e gergo possano sembrare slang perché fanno riferimento a un gruppo particolare, non corrispondono necessariamente alla stessa definizione perché non rappresentano un tentativo specifico di sostituire il lessico generale di una lingua standard. I colloquialismi sono considerati più accettabili nell'uso standard rispetto allo slang, e il gergo viene spesso creato per parlare di aspetti di un campo particolare che non sono considerati nel lessico generale. Tuttavia, questa differenziazione non viene applicata in modo coerente dai linguisti; i termini "slang" e "gergo" sono talvolta trattati come sinonimi, e l'ambito di "gergo" viene talvolta esteso per comprendere tutte le forme di linguaggio socialmente ristretto. 
Spesso è difficile distinguere lo slang dai colloquialismi e persino dal lessico di registro alto (ossia utilizzato in contesti formali e di alto livello), perché i termini slang che non cadono in disuso vengono generalmente accettati nel vocabolario comune nel tempo. Parole come "spurio" e "strenuo" erano un tempo percepite come slang, ma ora sono considerate parole generiche, persino di registro acuto. Alcuni studi sullo slang affermano addirittura che l'accettazione generalizzata di un termine slang ne rimuove lo status di slang vero e proprio, perché viene poi accettato dai media e non è più il linguaggio esclusivo di un gruppo specifico. Ad esempio, la musica afroamericana usa frequentemente lo slang AAVE, e molti dei suoi termini di uso frequente sono stati successivamente ripresi dall'inglese vernacolare in un contesto più ampio.

## Formazione dello slang
Spesso è difficile individuare le etimologie degli slang, soprattutto perché lo slang è un fenomeno del parlato, piuttosto che del linguaggio scritto e le etimologie vengono solitamente tracciate tramite corpus.
Eric Partridge, citato come il primo a riferire sul fenomeno dello slang in modo sistematico e linguistico, postulò che un termine sarebbe probabilmente rimasto in circolazione per un decennio prima di essere scritto. Ciononostante, sembra che lo slang si formi generalmente attraverso una deviazione da una forma standard. Questa "generazione" di slang avviene più o meno nello stesso modo in cui potrebbe verificarsi qualsiasi cambiamento semantico generale. La differenza in questo caso è che il nuovo termine slang assume un significato sociale specifico che ha a che fare con il gruppo a cui è correlato e associato.
Coleman suggerisce inoltre che lo slang si differenzia all'interno di un cambiamento semantico più generale in quanto tipicamente ha a che fare con un certo grado di "giocosità". Lo sviluppo dello slang è considerato un processo linguistico in gran parte "spontaneo, vivace e creativo". 
Tuttavia, mentre gran parte dello slang prende piede, venendo persino accettato nel lessico standard, molto slang scompare, a volte riferendosi solo a un gruppo. Un esempio è il termine "groovy", un rimasuglio dello slang hippie americano degli anni '60 e '70. Tuttavia, affinché un termine slang diventi tale, le persone devono usarlo, a un certo punto, come un modo per sfidare il linguaggio standard. Inoltre, i termini slang possono essere presi in prestito tra gruppi, come il termine "gig", originariamente coniato dai musicisti jazz negli anni '30 e poi mutuato nello stesso slang hippie degli anni '60. "La parola "groovy" è rimasta parte del lessico delle sottoculture sin dalla sua diffusione. È ancora di uso comune oggi da una parte significativa della popolazione. Il termine "gig" per indicare un'esibizione ha molto probabilmente avuto origine ben prima degli anni '30, ed è rimasto un termine comune per tutti gli anni '40 e '50, prima di essere vagamente associato allo slang hippie degli anni '60. Il termine "gig" è oggi un sinonimo ampiamente accettato per un concerto, un recital o un'esibizione di qualsiasi tipo.
In generale, i termini slang subiscono gli stessi processi di cambiamento semantico delle parole del lessico regolare. 
Lo slang spesso si forma da parole con significati precedentemente diversi, un esempio è la parola gergale spesso usata e popolare "lit", creata dalla cosiddetta "Generazione Z". La parola stessa era associata fino al 1988 a qualcosa che andava a fuoco o che era "illuminato", quando fu usata per la prima volta in forma scritta per indicare una persona ubriaca nel libro "Warbirds: Diary of an Unknown Aviator". Da allora, "lit" ha guadagnato popolarità grazie a canzoni rap come "Get Lit" di ASAP Rocky del 2011. Con l'aumentare della popolarità della parola, è aumentato anche il numero di significati diversi ad essa associati. Ora "lit" descrive una persona ubriaca e/o sotto l'effetto di sostanze stupefacenti, così come un evento particolarmente spettacolare e "hype".
Le parole e le frasi dei film e delle serie televisive più popolari di Hollywood spesso diventano slang. 

## Storia antica

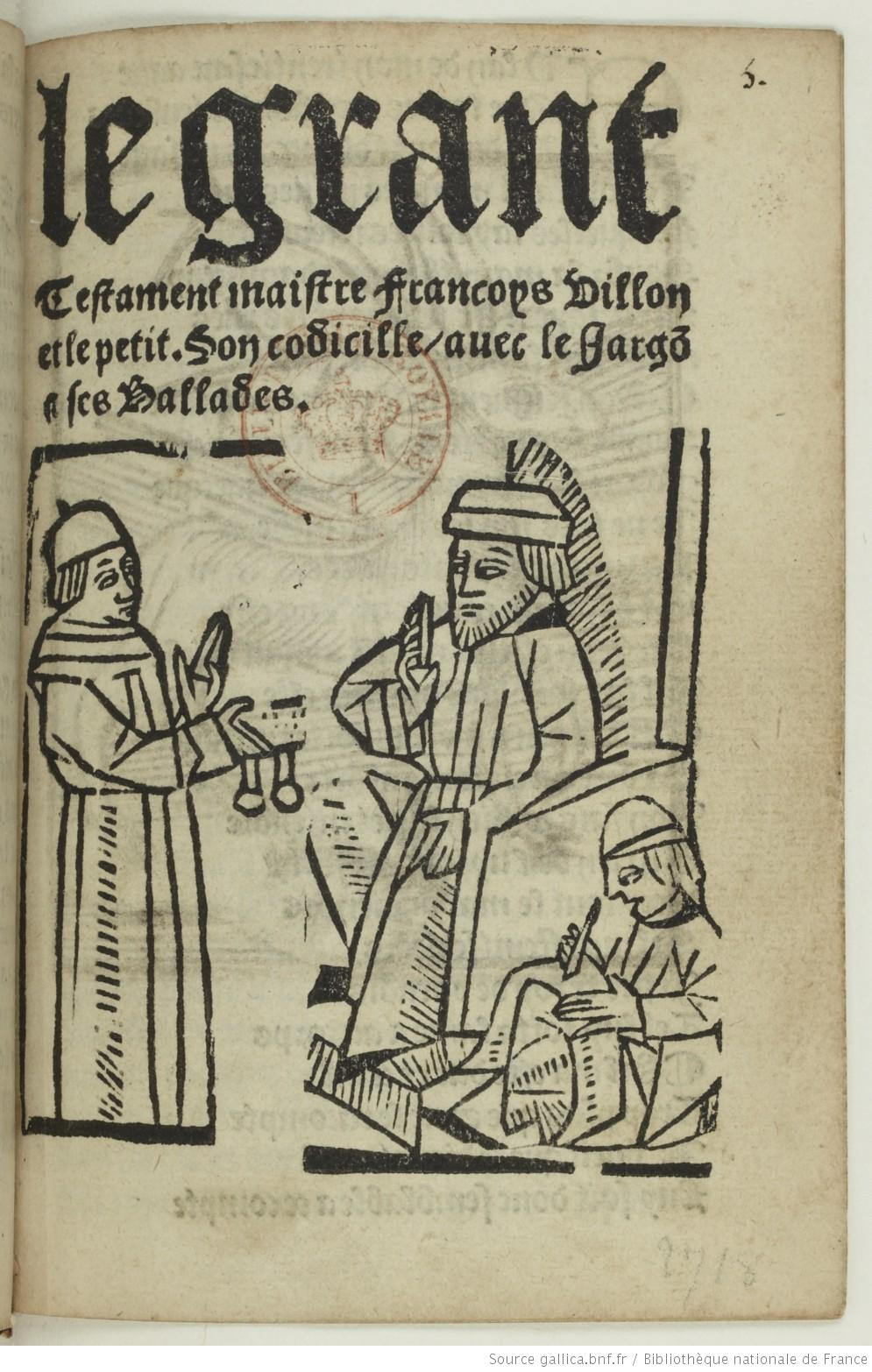
"Le Grant Testament Maistre Françoys Villon et le Petit. Son Codicille avec le Jargon et ses Ballades" (1500 circa). È uno dei primi esempi dell'uso del gergo dei ladri nei tempi moderni.

Un primo codice gergale, il "gergo dei ladri", fu utilizzato per la prima volta in Inghilterra intorno all'anno 1600 come un modo per i trasgressori della legge di comunicare senza che le autorità sapessero cosa stavano dicendo. 

## Implicazioni sociali

### Indessicalità
Lo slang è solitamente associato a un particolare gruppo sociale e svolge un ruolo nella costruzione dell'identità del gruppo. Mentre lo slang delinea lo spazio sociale, gli atteggiamenti nei confronti dello slang costruiscono in parte l'identità di gruppo e identificano gli individui come membri di esso. Pertanto, l'uso dello slang di un particolare gruppo associa un individuo a quel gruppo. I livelli (o ordini) di indessicalità di Michael Silverstein possono essere impiegati per assegnare un termine slang come indice di secondo livello a quel particolare gruppo. L'uso di un termine slang, tuttavia, può anche conferire a un individuo le qualità associate al gruppo di origine del termine, indipendentemente dal fatto che l'individuo stia cercando o meno di identificarsi come membro del gruppo. Questa attribuzione di qualità basata sull'associazione astratta di gruppo è nota come indessicalità di terzo livello.
Come delineato nel libro di Elisa Mattiello "An Introduction to English Slang", un termine slang può assumere diversi livelli di significato e può essere utilizzato per molteplici ragioni legate all'identità. Ad esempio, gli adolescenti maschi usano i termini "foxy" e "shagadelic" per "mostrare la loro appartenenza a una band, per sottolineare la loro virilità o la loro età, per rafforzare il legame con il gruppo dei coetanei ed escludere gli estranei, per mettersi in mostra, ecc." Questi due esempi utilizzano metodi di formazione delle parole sia tradizionali che non tradizionali per creare parole con più significato ed espressività rispetto alle parole più dirette e tradizionali "sexy" e "beautiful":
- Si può sostenere che il termine gergale "foxy" non sia nemmeno un caso di formazione di una parola, poiché questo processo (aggettivo denominale con suffisso -y da "fox") si è già verificato nella formazione di questa parola con i suoi significati inglesi standard di "simile a una volpe, astuto, furbo". Invece, il significato tradizionale della parola viene esteso[26] a "attraente, desiderabile, carino, sexy" con le seguenti implicazioni aggiuntive, secondo Mattiello:

Dal punto di vista semantico, il termine gergale foxy è più carico di informazioni rispetto al termine neutro sexy. In altre parole, per i giovani foxy significa possedere la qualità di: (1) attrarre interesse, attenzione, affetto, (2) suscitare desiderio, (3) essere di aspetto eccellente o ammirevole, e (4) essere sessualmente provocante, eccitante, ecc., mentre sexy si riferisce solo alla qualità indicata al punto (4).
- "shagadelic" è una combinazione di un termine slang con un suffisso slang e pertanto è considerata una creazione "extra-grammaticale".

Matiello sottolinea che gli agenti che si identificano come "giovani uomini" hanno "coniato autenticamente" questi termini e scelgono di usarli al posto di termini "canonici" — come bello o sexy — a causa delle identificazioni sociali indessicalizzate che i primi veicolano.

#### Indessicalità di primo e secondo livello
In ambito di indessicalità di primo e secondo livello, l'uso di termini orientati al parlante da parte degli adolescenti maschi indicava la loro appartenenza al loro gruppo di età, per rafforzare la connessione con il loro gruppo di pari ed escludere gli estranei. 

#### Indessicalità di livello superiore
In ambito di indessicalità di livello superiore, chiunque utilizzi questi termini potrebbe desiderare di apparire più fresco, indubbiamente più giocoso, alla moda e colorato di qualcuno che impiega il termine inglese standard "beautiful". Questo aspetto si basa in gran parte sulla comprensione di terzo livello da parte dell'ascoltatore delle sfumature sociali associate al termine e dei casi d'uso presupposti. 

### Associazioni di subcultura
Spesso le diverse subculture creano uno slang che i membri utilizzano per identificarsi con il gruppo o per distinguere gli estranei.
I termini slang sono spesso noti solo all'interno di una cricca o di un gruppo. Ad esempio, il Leet ("Leetspeak" o "1337") era originariamente popolare solo in alcune subculture di internet come i cracker di software e i videogiocatori online. Durante gli anni '90 e all'inizio del XXI secolo, tuttavia, il Leet è diventato sempre più comune su internet e si è diffuso al di fuori della comunicazione online e nelle lingue parlate. Altri tipi di slang includono il linguaggio degli SMS utilizzato sui telefoni cellulari e il "chatspeak" (ad esempio, "LOL", un acronimo che significa "ridere a crepapelle" o ROFL, "rotolarsi per terra dalle risate"), ampiamente utilizzato nella messaggistica istantanea su internet. 
Poiché le subculture sono spesso forme di controcultura, intesa come opposizione alla norma, ne consegue che lo slang è finito per essere associato ad essa.

### Social media e gergo di Internet
Lo slang viene spesso adottato dai social media come segno di consapevolezza sociale e conoscenza condivisa della cultura popolare. Questo tipo di linguaggio, noto come gergo di Internet, è diventato prevalente dall'inizio degli anni 2000, insieme alla crescente popolarità dei servizi di social networking, tra cui Facebook, Twitter e Instagram. Ciò ha generato nuovi vocabolari associati a ogni nuovo social media, come l'uso del termine "friending" su Facebook, che è una verbificazione di "friend" utilizzata per descrivere il processo di aggiunta di una nuova persona al proprio gruppo di amici sul sito web, nonostante l'esistenza di un termine analogo "befriend". Questo termine è molto più vecchio di Facebook, ma è entrato nel lessico popolare solo in epoca moderna. Altri esempi di slang nei social media dimostrano una propensione verso parole abbreviate o acronimi. Questi sono in particolare associati a servizi come Twitter, che ha un limite di caratteri per ogni messaggio e quindi richiede una modalità di espressione relativamente breve. Ciò include l’uso di hashtag che indicano esplicitamente il contenuto principale di un messaggio o di un’immagine, come #cibo o #fotografia. 

### Dibattiti sullo slang
Alcuni critici ritengono che quando lo slang diventa più comune, di fatto sradichi l'uso "corretto" di una certa lingua. Tuttavia, i linguisti accademici (descrittivisti) credono che la lingua non sia statica, ma in continua evoluzione, e che i termini slang siano parole valide all'interno del lessico di una lingua. Mentre i prescrittivisti studiano e promuovono i modi di parlare socialmente preferibili o "corretti", secondo la grammatica normativa e le parole sintattiche di una lingua, i descrittivisti si concentrano sullo studio del linguaggio per comprendere meglio le regole inconsce del modo in cui gli individui parlano, il che rende lo slang importante per la comprensione di tali regole. Noam Chomsky, uno dei fondatori del pensiero linguistico antropologico, ha sfidato la grammatica strutturale e prescrittiva e ha iniziato a studiare suoni e morfemi funzionalmente, nonché i loro cambiamenti all'interno di una lingua nel tempo. 

## Nella cultura popolare
Il film del 1941 Colpo di fulmine ritrae un professore interpretato da Gary Cooper che sta facendo ricerche e scrivendo un articolo enciclopedico sullo slang. 
Il film del 2006 Idiocracy ritrae una società poco intelligente nell'anno 2505, in cui le persone usano ogni sorta di slang aggressivo. Questi slang suonano molto stranieri e alienanti per il protagonista del film, un bibliotecario dell'esercito americano.